# Céline och Julie gör en båttur
Céline och Julie gör en båttur (franska: Céline et Julie vont en bateau) är en fransk dramakomedifilm från 1974 i regi av Jacques Rivette, med Juliet Berto, Dominique Labourier, Bulle Ogier och Marie-France Pisier i huvudrollerna. Den handlar om två unga kvinnor i Paris som blir vänner. De upptäcker ett hus där det spelas upp ett hallucinatoriskt morddrama gång på gång, som de tar sig an att försöka ändra utgången av. Filmen hade fransk premiär 23 september 1974. Den släpptes i Sverige 9 juni 1975.

## Medverkande
- Juliet Berto som Céline
- Dominique Labourier som Julie
- Bulle Ogier som Camille
- Marie-France Pisier som Sophie
- Barbet Schroeder som Olivier
- Nathalie Asnar som Madlyn
- Marie-Thérèse Saussure som Poupie
- Philippe Clévenot som Guilou
- Anne Zamire som Lil
- Jean Douchet som M'sieur Dédé
- Adèle Taffetas som Alice
- Monique Clément som Myrtille
- Jérôme Richard som Julien
- Michel Graham som Boris
- Jean-Marie Sénia som Cyrille

## Tillkomst
Jacques Rivettes föregående film hade varit den enorma och av mycket få sedda Out 1 från 1971. Efter detta hade han misslyckats med att bekosta sitt drömprojekt, skräckfilmen Phoenix. Han hade också börjat få ett rykte som otursdrabbad och svårtillgänglig som han gärna ville bli av med. Med detta som bakgrund bestämde han sig för att göra en mer lättsam film som sitt nästa projekt. Han tog in den argentinske manusförfattaren Eduardo de Gregorio och utformade den övergripande historien till Céline och Julie gör en båttur. Gregorio hade tidigare uttryckt en önskan om att få samarbeta med någon från den franska nya vågen, som Rivette hade varit med och skapat på 1950-talet. Skådespelerskorna i huvudrollerna—Juliet Berto, Dominique Labourier, Bulle Ogier och Marie-France Pisier—fick sedan utforma sina egna roller och ändra i handlingen. Det fanns aldrig något nedskrivet manus utan Gregorio och de andra fanns hela tiden med vid inspelningen och utvecklade scenerna tillsammans. Berättelsen i berättelsen bygger löst på två noveller av Henry James. Övrig inspiration hämtades bland annat från Alice i Underlandet, Louis Feuillades stumfilmsföljetonger och Jean Cocteau.